# Лопатино (Нюксенський район)
Лопа́тино (рос. Лопатино) — присілок у складі Нюксенського району Вологодської області, Росія. Входить до складу Городищенського сільського поселення.

## Населення
Населення — 50 осіб (2010; 66 у 2002).
Національний склад (станом на 2002 рік):
- росіяни — 100 %